# Encephalartos voiensis
Encephalartos voiensis là một loài thực vật hạt trần trong họ Zamiaceae. Loài này được Sclavo, Morettii & D. Stevenson mô tả khoa học đầu tiên..